# Barevné zlato
Zatímco ryzí zlato je žluté barvy, barevné zlato může být vyrobeno v různých barvách. Tyto barvy jsou obecně vytvořeny slitinou zlata s dalšími chemickými prvky v různých poměrech.
Například slitina, která se skládá ze 14 dílů zlata a 10 dílů jiných kovů, tvoří 14karátové zlato, 18 dílů zlata k 6 dílům jiných kovů tvoří 18 karátů a tak dále. Je často vyjadřováno jako poměr, například 14/24 je rovno 0,585 a 18/24 je 0,750. Existují stovky možných slitin, avšak obecně vložením stříbra bude barva zlata bílá a vložením mědi bude mít barvu červenou. Směs stříbra a mědi v poměru kolem 50/50 ukazuje rozsah žlutého zlata, na které je veřejnost zvyklá z obchodů. Pro zvýšení tvrdosti slitiny může být do směsi vloženo malé množství zinku (okolo 0,2 %).
Nejběžnější stupně ryzosti zlata jsou označeny: ryzí – 24K (99,99%), dále 22K (91,6%), 18K (75%), 14K (58,5%) a 9K (37,5%).
Barevné zlato lze rozdělit do 3 skupin:
- Au-Ag-Cu systém, produkující bílé, žluté, zelené a červené zlato; obecně tvárné slitiny
- Intermetalické fáze, vytvářející modré a purpurové zlato, stejně jako jiné barvy. Toto je typicky křehké, ale může být použito pro vložkování a jako drahokam
- povrchově oxidovaná vrstva, jako je černé zlato; mechanické složení závisí na objemu a barevný povrch je závislý na opotřebení

## Bílé zlato

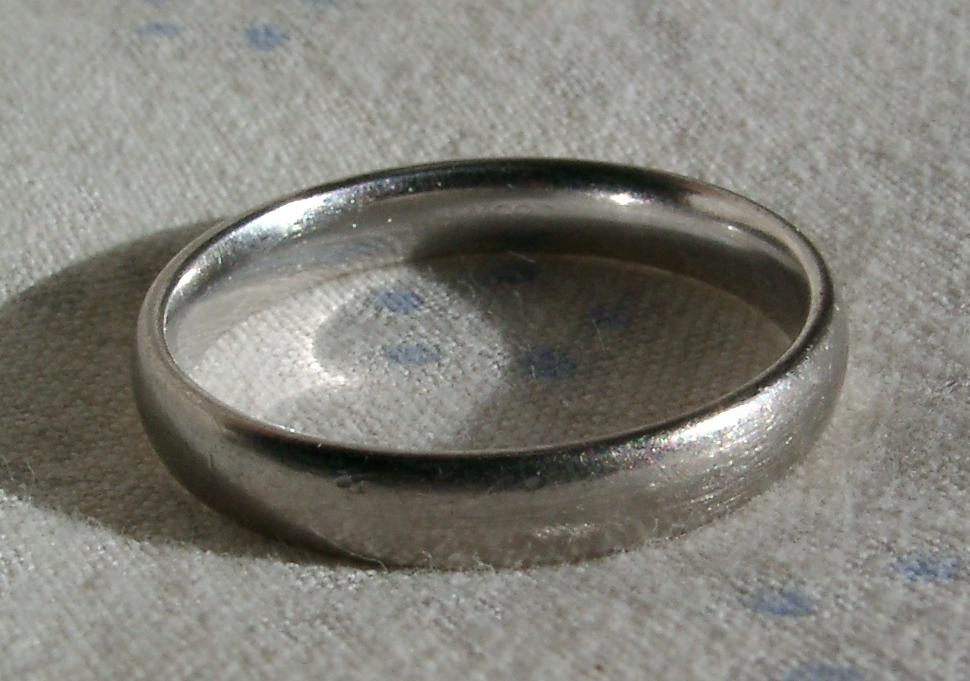
Rhodium – snubní prsten z bílého plátkovaného zlata

Bílé zlato je slitina zlata s nejméně jedním bílým kovem, obvykle niklem, manganem nebo palladiem. Stejně jako u žlutého zlata je čistota bílého zlata udávána v karátech.
Vlastnosti bílého zlata se liší v závislosti na kovech a rozměrech použití. Výsledkem může být použití slitin z bílého zlata pro mnoho různých účelů; zatímco slitina niklu je tvrdší a pevnější a z toho důvodu se hodí pro prsteny a náušnice, slitiny palladia a zlata jsou měkké, ohebné a dobré pro použití s drahými kameny, jindy s jinými druhy kovů jako jsou měď, stříbro a platina pro jejich váhu a trvanlivost (zpracování takové slitiny většinou vyžaduje specializované zlatníky). Termín bílé zlato je používán velmi volně v průmyslu k popisu čistoty slitin zlata v bělavém odstínu. Mnoho lidí věří, že rhodiové pokovení, které je k vidění na většině takovýchto šperků, je vlastně barva bílého zlata. Samotný termín „bílý“ ve skutečnosti zahrnuje velké spektrum barev, od světle žluté přes žlutou s hnědým nádechem až k bledě růžovou. Šperkařský průmysl často skrývá tyto nebílé barvy právě pokovováním pomocí rhodia.
Běžné bílé zlato obsahuje 90 % hm. zlata a 10 % hm. niklu. Měď může být přidána ke zvýšení kujnosti.
Pevnost slitiny zlato-nikl-měď je způsobena kombinací dvou fází, na zlato bohaté Au-Cu a na nikl bohaté Ni-Cu a výsledným vytvrzováním materiálu.
Slitiny použité ve šperkařském průmyslu jsou zlato-palladium-stříbro a zlato-nikl-měď-zinek. Palladium a nikl jsou primárními bělidly pro zlato; zinek se chová jako sekundární bělidlo k zeslabení barvy mědi.
Používání niklu pro bělení zlata ve šperkařství se postupně omezuje, protože takové výrobky většinou nesplňují bezpečnostní normy EU.

### Kontaktní alergie
Jedna z osmi osob má po dlouhodobém nošení alergickou reakci na nikl, který je přítomný v některých druzích bílého zlata. Typickou reakcí je drobná kožní vyrážka. Kvůli tomu mnoho evropských zemí nepoužívá v bílém zlatě nikl. Slitiny bílého zlata bez příměsi niklu jsou méně častými alergeny.